# Scytinostroma ochroleucum
Scytinostroma ochroleucum är en svampart som först beskrevs av Bres. & Torrend, och fick sitt nu gällande namn av Donk 1956. Scytinostroma ochroleucum ingår i släktet Scytinostroma och familjen Lachnocladiaceae.   Inga underarter finns listade i Catalogue of Life.